# Kanteletar

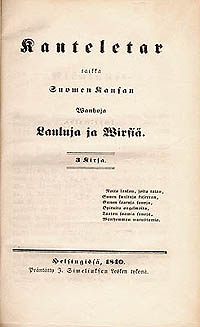
Erstausgabe der Kanteletar

Die Kanteletar ist eine 1840 von Elias Lönnrot zusammengestellte Sammlung von finnischer Volksdichtung. Sie gilt als lyrisches „Schwesterwerk“ des finnischen Nationalepos Kalevala. Die Kanteletar umfasst 652 Lieder und Balladen mit insgesamt 22.201 Versen. Der Name bedeutet „Kantele-Spielerin“ und weist auf das traditionelle finnische Zupfinstrument hin, mit dem die Volkslieder begleitet wurden.

## Inhalt
Die Kanteletar ist in drei Bücher eingeteilt. Die ersten beiden enthalten 592 lyrische Lieder, das dritte 60 lyrisch-epische Balladen. Dazu kommen 24 im Rahmen des Vorwortes veröffentlichte „neuere Lieder“ und ein Anhang mit weiteren zehn Balladen.
Im ersten Buch sind „gemeinsame Lieder“ gesammelt, die nach Themen – Hochzeits-, Hirten- und Kinderlieder – geordnet sind. Die Lieder des zweiten Buchs sind nach den Vortragenden – Mädchen, Frauen, Knaben und Männer – und dem Anlass gegliedert. Das dritte Buch umfasst längere Balladen. Darunter sind sowohl Mythen und Legenden als historische Berichte. Zu den Mythen gehört zum Beispiel die christliche Ballade der Jungfrau Maria (3:6). In Der Tod des Bischofs Heinrich (3:7) wird der Märtyrertod des heiligen Heinrich von Uppsala geschildert.

## Sprache und Stil
Die Kanteletar wird zur sogenannten „kalevalischen Dichtung“ gezählt. Das bedeutet, dass ihr Versmaß, ein trochäischer Vierheber, und ihre Stilmittel, Alliteration und Parallelismus, denen des Kalevala entsprechen. Eine genauere Beschreibung findet sich im Abschnitt Sprache und Stil im Artikel Kalevala.

## Textbeispiel
Kanteletar 2:297. Deutsche Nachdichtung nach Herrman Paul (1882).
| Kuuluvi kylä sanovan, kyläkunta kuuntelevan minun laihan laulavani, minun hoikan huutavani, laulavan iloista virttä remullista riehkoavan. [...] En laula iloista virttä, remullista riehkaele enkä myös olven himossa enkä taarin tarpehessa. Laulan, hoikka, huolissani ikävissäni iloitsen, murajan murehissani, panen pakkopäivissäni. Luotu on lintu lentämähän, humalainen huutamahan, viinainen viheltämähän, huolellinen laulamahan. | Alle wundern sich im Dorfe, sind erstaunt und schwatzen drüber, dass ich armer Mensch noch singe, am Gesang noch Freude finde, dass ich spät und in der Frühe singend durch den Weiler ziehe. [...] Doch ich singe meine Lieder, summe halblaut die Gesänge nicht im Kreise heitrer Zecher, nicht zum Trunke, nicht beim Becher; nein, ich sing' in schweren Sorgen mit gekränktem, wundem Herzen, lindre in betrübten Stunden durch Gesang die bittern Schmerzen. Lasst das Vöglein lustig zwitschern, lasst die Trunknen fröhlich lärmen, doch den Traurigen lasst singen, Lieder werden Trost ihm bringen. |

## Werkgeschichte
Die Geschichte der Kanteletar ist eng mit der ihres Schwesterwerkes Kalevala verknüpft. Beide Werke wurden vom Philologen und Arzt Elias Lönnrot, der auf mehreren Reisen in Karelien die mündlich tradierten Volkslieder aufgezeichnet hatte, herausgegeben. Da sie auf denselben Quellen beruhen, überschneiden sich Kalevala und Kanteletar zum Teil. Die lyrischen Abschnitte, die Elias Lönnrot in das Kalevala einbezog, finden sich auch in der Kanteletar.
Während die epische Dichtung, also die Heldensagen, die dem Kalevala zugrunde liegen, und die Balladen der Kanteletar, hauptsächlich im russischen Ostkarelien gesammelt wurden, stammen die lyrischen Lieder zu großen Teilen aus dem finnischen Teil Kareliens. Lönnrot selbst nennt in seinem Vorwort zur Kanteletar die Orte Lieksa, Ilomantsi, Kitee, Tohmajärvi, Sortavala, Jaakkima und Kurkijoki.
Zwischen 1829 und 1831 veröffentlichte Elias Lönnrot als Produkt seiner Sammelreisen eine erste Sammlung von lyrischen Gedichten mit dem Titel Kantele taikka Suomen Kansan sekä Wanhoja että Nykysempiä Runoja ja Lauluja („Kantele oder sowohl alte als neuere Runen und Lieder des finnischen Volkes“). 1840 erschien schließlich die Kanteletar in drei Heften.
Auch wenn die Kanteletar in geringerem Maße als das Kalevala, deren Zusammenstellung zu einem Epos mit einer zusammenhängenden Handlung gänzlich Elias Lönnrot zuzuschreiben ist, als Kunstprodukt anzusehen ist, wurde auch sie in einem nicht unerheblichen Maße von ihrem Herausgeber bearbeitet. Sämtliche Lieder bereinigte Lönnrot von dialektalen Einflüssen. In den ersten beiden Büchern sind nur einige zig Lieder von dieser sprachlichen Vereinheitlichung abgesehen unbearbeitet geblieben und geben die aufgezeichnete Quelle originalgetreu wieder. Der Großteil der Lieder entstand durch die Kombination von verschiedenen Fassungen ein und desselben Liedes oder mehrerer thematisch zusammenhängender Lieder. Einige Lieder wie Eriskummallinen kantele („Das sonderbare Kantele“), eine Allegorie auf das Wesen der Dichtung, haben keine Entsprechung im originalen Quellenmaterial, sondern sind aus unzusammenhängenden Einzelversen und Zusätzen aus Lönnrots Feder zusammengestellt. Die Balladen des dritten Buches sind in geringerem Maße bearbeitet als die lyrischen Lieder.

## Rezeption

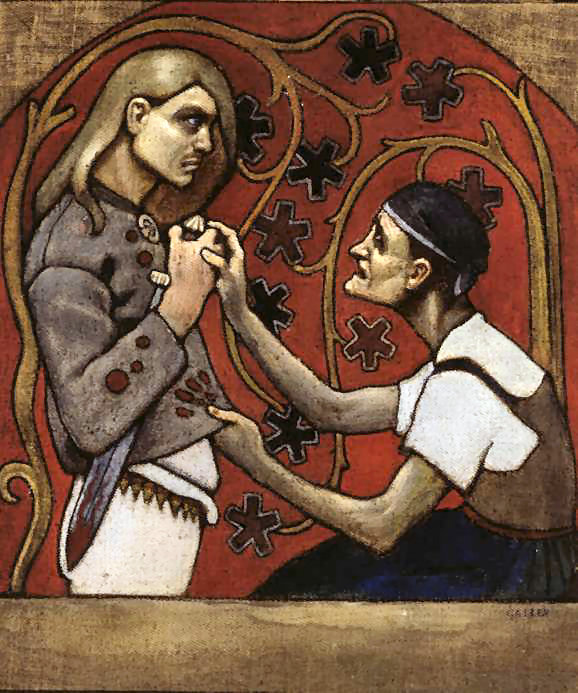
Akseli Gallen-Kallela, Der Brudermörder

Der gewaltige Einfluss, den die Volksdichtung im Zeitalter der Nationalromantik auf die finnische Kultur ausübte, manifestierte sich hauptsächlich in der Rezeption des Kalevala. Mit der Kanteletar beschäftigten sich die Künstler meist nur am Rande; beispielsweise schuf Akseli Gallen-Kallela neben seinen berühmten Kalevala-Illustrationen 1897 das Gemälde Der Brudermörder, das auf einem Kanteletar-Lied beruht. Die Lieder der Kanteletar sind vielfach vertont worden, sowohl von bekannten Komponisten wie Jean Sibelius (Rakastava, 1893) oder Aulis Sallinen (Lauluja mereltä, 1974) als von Volksmusik-Interpreten. Sogar die finnische Metal-Band Amorphis vertonte in ihrem Album Elegy (1996) Texte aus der Kanteletar.
Die Kanteletar ist in Auszügen in mindestens neun Sprachen, darunter auch Deutsch, übersetzt worden. Schon vor Veröffentlichung von Kalevala und Kanteletar kam der finnischen Volksdichtung, wenn auch nur vereinzelt, im Ausland Aufmerksamkeit zu. Johann Wolfgang von Goethes Gedicht Finnisches Lied beruht auf einer Übersetzung eines finnischen Volksliedes, das später auch in der Kanteletar (2:43) veröffentlicht wurde.